# Mohammadabad
Mohammadabad é uma cidade e uma nagar panchayat no distrito de Farrukhabad, no estado indiano de Uttar Pradesh.

## Demografia
Segundo o censo de 2001, Mohammadabad tinha uma população de 20,504 habitantes. Os indivíduos do sexo masculino constituem 53% da população e os do sexo feminino 47%. Mohammadabad tem uma taxa de literacia de 59%, inferior à média nacional de 59.5%: a literacia no sexo masculino é de 67% e no sexo feminino é de 50%. Em Mohammadabad, 18% da população está abaixo dos 6 anos de idade.